# 바나흐 고정점 정리
수학에서 바나흐 고정점 정리(-固定點定理, 영어: Banach fixed-point theorem) 또는 축약 사상 정리(縮約寫像定理, 영어: contraction mapping theorem)는 완비 거리 공간 위의 축약 사상이 유일한 고정점을 갖는다는 정리이다.

## 정의
거리 공간 {\displaystyle (X,d)} 위의 축약 사상(縮約寫像, 영어: contraction mapping)은 1 미만의 상수에 대한 립시츠 연속 함수이다. 즉, 다음 조건을 만족시키는 {\displaystyle \alpha \in [0,1)}이 존재하는 함수 {\displaystyle T\colon X\to X}이다.
- 임의의 {\displaystyle x,y\in X}에 대하여, {\displaystyle d(T(x),T(y))\leq \alpha d(x,y)}

바나흐 고정점 정리에 따르면, 완비 거리 공간 {\displaystyle (X,d)} 위의 축약 사상 {\displaystyle T\colon X\to X}은 유일한 고정점을 갖는다. 즉, {\displaystyle T(x^{*})=x^{*}}인 {\displaystyle x^{*}\in X}가 존재하며, 이는 유일하다.
사실, 임의의 {\displaystyle x_{0}\in X}에 대하여, 반복 점렬 {\displaystyle (x_{n}=T^{n}(x_{0}))_{n=0}^{\infty }}은 {\displaystyle x^{*}}로 수렴한다. (여기서 {\displaystyle T^{n}}은 {\displaystyle T}의 {\displaystyle n}번 합성이다.) 그 오차의 한 상계는 다음과 같다.
{\displaystyle d(x_{n},x^{*})\leq {\frac {\alpha ^{n}}{1-\alpha }}d(x_{1},x_{0})}
증명1 (통상적인 증명):
우선, 임의의 {\displaystyle n=0,1,2,\dots }에 대하여, 다음이 성립한다.
{\displaystyle {\begin{aligned}d(x_{n+1},x_{n})&=d(T(x_{n}),T(x_{n-1}))\\&\leq \alpha d(x_{n},x_{n-1})\\&\leq \alpha ^{2}d(x_{n-1},x_{n-2})\\&\vdots \\&\leq \alpha ^{n}d(x_{1},x_{0})\end{aligned}}}
따라서, 임의의 {\displaystyle m\geq n\geq 0}에 대하여,
{\displaystyle {\begin{aligned}d(x_{m},x_{n})&\leq \sum _{i=n}^{m-1}d(x_{i+1},x_{i})\\&\leq \sum _{i=n}^{m-1}\alpha ^{i}d(x_{1},x_{0})\\&\leq {\frac {\alpha ^{n}}{1-\alpha }}d(x_{1},x_{0})\end{aligned}}}
이다. 즉, {\displaystyle (x_{n})_{n=0}^{\infty }}는 코시 열이며, 어떤 점 {\displaystyle x^{*}\in X}로 수렴한다. 그렇다면, {\displaystyle T}가 연속 함수이므로
{\displaystyle T(x^{*})=\lim _{n\to \infty }T(x_{n})=\lim _{n\to \infty }x_{n+1}=x^{*}}
이며, {\displaystyle x^{*}}는 {\displaystyle T}의 고정점이다.
반대로, {\displaystyle x^{**}\in X}가 {\displaystyle T}의 고정점이라고 하자. 그렇다면,
{\displaystyle d(x^{*},x^{**})=d(T(x^{*}),T(x^{**}))\leq Cd(x^{*},x^{**})}
이므로
{\displaystyle d(x^{*},x^{**})=0}
이다. 즉, {\displaystyle x^{*}=x^{**}}이다.
증명2 (다른 증명):
우선, 임의의 {\displaystyle x,y\in X}에 대하여,
{\displaystyle d(x,y)\leq d(x,T(x))+d(T(x),T(y))+d(T(y),y)\leq d(x,T(x))+\alpha d(x,y)+d(T(y),y)}
이므로
{\displaystyle d(x,y)\leq {\frac {1}{1-\alpha }}(d(x,T(x))+d(T(y),y))}
이다. 특히, {\displaystyle x,y}가 모두 {\displaystyle T}의 고정점일 경우 {\displaystyle d(x,y)=0}이다.
이제, 임의의 {\displaystyle m,n\geq 0}에 대하여
{\displaystyle {\begin{aligned}d(x_{m},x_{n})&\leq {\frac {1}{1-\alpha }}(d(x_{m},x_{m+1})+d(x_{n+1},x_{n}))\\&\leq {\frac {\alpha ^{m}+\alpha ^{n}}{1-\alpha }}d(x_{0},x_{1})\end{aligned}}}
이다. 즉, {\displaystyle (x_{n})_{n=0}^{\infty }}는 코시 열이며, 어떤 점 {\displaystyle x^{*}}으로 수렴한다. 그렇다면, {\displaystyle Tx^{*}=x^{*}}이며, 또한 다음이 성립한다.
{\displaystyle d(x^{*},x_{n})=\lim _{m\to \infty }d(x_{m},x_{n})\leq \lim _{m\to \infty }{\frac {\alpha ^{m}+\alpha ^{n}}{1-\alpha }}d(x_{0},x_{1})={\frac {\alpha ^{n}}{1-\alpha }}d(x_{0},x_{1})}

## 응용
바나흐 고정점 정리는 다음과 같은 명제들의 증명에서 사용할 수 있다.
- 피카르-린델뢰프 정리
- 음함수 정리

## 역

### Bessaga (1959)
집합 {\displaystyle X} 및 함수 {\displaystyle T\colon X\to X} 및 {\displaystyle \alpha \in (0,1)}이 주어졌다고 하자. 그렇다면, 다음이 성립한다.
- 만약 임의의 {\displaystyle n\in \mathbb {Z} ^{+}}에 대하여, {\displaystyle T^{n}}의 고정점이 많아야 하나라면, {\displaystyle T}가 {\displaystyle \alpha }에 대한 축약 사상이 되는, {\displaystyle X} 위의 거리 함수 {\displaystyle d}가 존재한다.
- 만약 추가로 {\displaystyle T^{n}}이 고정점을 갖는 {\displaystyle n\in \mathbb {Z} ^{+}}가 존재한다면, {\displaystyle T}가 {\displaystyle \alpha }에 대한 축약 사상이 되는, {\displaystyle X} 위의 완비 거리 함수 {\displaystyle d}가 존재한다.

### Hitzler; Seda (2001)
T1 공간 {\displaystyle X} 위의 함수 {\displaystyle T\colon X\to X}가 다음 두 조건을 만족시킨다고 하자.
- 유일한 고정점 {\displaystyle x^{*}\in X}을 갖는다.
- 임의의 {\displaystyle x\in X}에 대하여, 점렬 {\displaystyle (T^{n}(x))_{n=0}^{\infty }}이 {\displaystyle x^{*}}로 수렴한다.

그렇다면, {\displaystyle T}가 1/2에 대한 축약 사상이 되는, {\displaystyle X} 위의 완비 초거리 함수 {\displaystyle d}가 존재한다.

## 일반화
다양한 방향의 수많은 변형과 일반화가 존재한다.

### 축약 조건의 약화

#### n번 합성이 축약 사상인 경우
완비 거리 공간 {\displaystyle (X,d)} 위의 함수 {\displaystyle T\colon X\to X}에 대하여, {\displaystyle T^{n}}이 축약 사상인 {\displaystyle n\in \mathbb {Z} ^{+}}가 존재한다고 하자. 그렇다면, {\displaystyle T}는 유일한 고정점을 갖는다.
증명:
존재: 바나흐 고정점 정리에 따라, {\displaystyle T^{n}}은 유일한 고정점 {\displaystyle x^{*}\in X}을 갖는다.
{\displaystyle T^{n}(T(x^{*}))=T(T^{n}(x^{*}))=T(x^{*})}
이므로, {\displaystyle T(x^{*})} 역시 {\displaystyle T^{n}}의 고정점이다. 따라서 {\displaystyle T(x^{*})=x^{*}}이다.
유일성: {\displaystyle T}의 고정점은 {\displaystyle T^{n}}의 고정점이므로 {\displaystyle x^{*}}로 유일하다.

#### n번 합성에 대한 상수의 급수가 수렴하는 경우
완비 거리 공간 {\displaystyle (X,d)} 위의 함수 {\displaystyle T\colon X\to X}에 대하여, 다음 두 조건을 만족시키는 수열 {\displaystyle (\alpha _{n})_{n=1}^{\infty }\subset [0,\infty )}이 존재한다고 하자.
- 임의의 {\displaystyle n\in \mathbb {Z} ^{+}} 및 {\displaystyle x,y\in X}에 대하여, {\displaystyle d(T^{n}(x),T^{n}(y))\leq \alpha _{n}d(x,y)}
- {\displaystyle \textstyle \sum _{n=1}^{\infty }\alpha _{n}<\infty }

그렇다면, {\displaystyle T}는 유일한 고정점을 갖는다.
증명:
바나흐 고정점 정리의 증명을 조금 수정한다.

#### 콤팩트 공간에서의 약화
축약 사상의 정의에서 상수 1을 취하고 부등식을 엄격한 부등식으로 대체할 경우, 보다 더 약한 조건을 얻는다. 바나흐 고정점 정리는 축약 조건을 이 조건으로 약화할 경우 거짓이 된다. 그러나 콤팩트 공간 조건을 추가할 경우 다시 참이다. (모든 콤팩트 거리 공간은 자동적으로 완비 거리 공간이다.)
구체적으로, 콤팩트 거리 공간 {\displaystyle (X,d)} 위의 함수 {\displaystyle T\colon X\to X}가 다음 조건을 만족시킨다고 하자.
- 임의의 {\displaystyle x,y\in X}에 대하여, 만약 {\displaystyle x\neq y}라면 {\displaystyle d(T(x),T(y))<d(x,y)}

그렇다면, {\displaystyle T}는 유일한 고정점을 갖는다.
증명:
함수
{\displaystyle x\mapsto d(x,T(x))}
가 연속 함수이므로, 콤팩트 조건에 따라 이 함수는 어떤 점 {\displaystyle x^{*}\in X}에서 최솟값을 갖는다. 특히
{\displaystyle d(T(x^{*}),T^{2}(x^{*}))\geq d(x^{*},T(x^{*}))}
이며, 따라서 {\displaystyle x^{*}=T(x^{*})}이다.

#### 준축약 사상
거리 공간 {\displaystyle (X,d)} 위의 준축약 사상(영어: quasicontraction mapping)은 다음 조건을 만족시키는 {\displaystyle \alpha \in [0,1)}이 존재하는 함수 {\displaystyle T\colon X\to X}이다.
- 임의의 {\displaystyle x,y\in X}에 대하여, {\displaystyle d(T(x),T(y))\leq \alpha \max\{d(x,y),d(x,T(x)),d(y,T(y)),d(x,T(y)),d(y,T(X))\}}

완비 거리 공간 {\displaystyle (X,d)} 위의 준축약 사상 {\displaystyle T\colon X\to X}은 유일한 고정점을 갖는다.

#### 약축약 사상
거리 공간 {\displaystyle (X,d)} 위의 약축약 사상(영어: weak contraction mapping)은 다음 조건을 만족시키는 함수 {\displaystyle \phi \colon [0,\infty )\to [0,\infty )}가 존재하는 함수 {\displaystyle T\colon X\to X}이다.
- 임의의 {\displaystyle x,y\in X}에 대하여, {\displaystyle d(T(x),T(y))\leq d(x,y)-\phi (d(x,y))}
- {\displaystyle \phi }는 연속 함수이며, 증가 함수이다.
- {\displaystyle \phi ^{-1}(0)=\{0\}}

완비 거리 공간 {\displaystyle (X,d)} 위의 약축약 사상 {\displaystyle T\colon X\to X}은 유일한 고정점을 갖는다.

### 거리 공간의 일반화
유사 거리 공간 또는 직사각 거리 공간(영어: rectangular metric space) 또는 뿔 거리 공간(영어: cone metric space) 따위에서의 일반화가 존재한다.

## 예

### 비(非)완비 거리 공간에 대한 반례
(표준적인 거리 공간 구조를 갖춘) 구간 {\displaystyle (0,1]\subset \mathbb {R} }은 완비 거리 공간이 아니다. 그 위의 함수
{\displaystyle T\colon x\mapsto {\frac {1}{2}}x}
는 축약 사상이지만, 고정점을 가지지 않는다.

### 비(非)콤팩트 공간에 대한, 축약 조건의 약화의 반례
(표준적인 거리 공간 구조를 갖춘) 실수 집합 {\displaystyle \mathbb {R} }은 완비 거리 공간이지만 콤팩트 공간이 아니다. 그 위의 함수
{\displaystyle T\colon x\mapsto {\frac {\pi }{2}}+x-\arctan x}
를 생각하자. 임의의 {\displaystyle x\neq y}에 대하여, 평균값 정리에 따라
{\displaystyle |T(x)-T(y)|=|x-y-\arctan x+\arctan y|={\frac {\xi ^{2}}{1+\xi ^{2}}}|x-y|<|x-y|}
{\displaystyle \xi \in (x,y)\cup (y,x)}
이다. 그러나 {\displaystyle T}는 고정점을 가지지 않는다.

### 모든 축약 사상이 유일한 고정점을 가지는 비(非)완비 거리 공간
(표준적인 거리 공간 구조를 갖춘) 집합
{\displaystyle A=\{0\}\cup \bigcup _{n=1}^{\infty }A_{n}\subset \mathbb {R} ^{2}}
{\displaystyle A_{n}=\{(t,t/n)\colon t\in (0,1]\}}
을 생각하자. 이는 {\displaystyle \mathbb {R} ^{2}}의 닫힌집합이 아니므로 ({\displaystyle (0,1)\not \in A}) 완비 거리 공간이 아니지만, 모든 축약 사상이 유일한 고정점을 갖는다. 임의의 연속 함수 {\displaystyle T\colon A\to A}에 대하여, {\displaystyle T}의 고정점의 존재를 보이는 것으로 족하다. (이는 모든 축약 사상이 연속 함수이며, 축약 사상의 고정점은 많아야 하나이기 때문이다.) 만약 {\displaystyle T(0)=0}이라면, 0은 {\displaystyle T}의 고정점이다. 이제 {\displaystyle n\in \mathbb {Z} ^{+}}에 대하여 {\displaystyle T(0)\in A_{n}}이라고 가정하자. 다음과 같이 정의하자.
{\displaystyle U\colon A_{n}\cup \{0\}\to A_{n}\cup \{0\}}
{\displaystyle U\colon x\mapsto {\begin{cases}T(x)&T(x)\in A_{n}\\0&T(x)\not \in A_{n}\end{cases}}}
그렇다면, {\displaystyle U}는 연속 함수이다. {\displaystyle A_{n}\cup \{0\}}이 콤팩트 볼록 집합이므로, {\displaystyle U}는 고정점 {\displaystyle x^{*}\in A_{n}\cup \{0\}}을 가진다. 또한, {\displaystyle x^{*}\neq 0}이며 {\displaystyle T(x^{*})=x^{*}}임을 보일 수 있다. (만약 {\displaystyle x^{*}=0}이라면,
{\displaystyle U(0)=0\not \in A_{n}}
이므로 {\displaystyle T(0)\not \in A_{n}}이 되어 모순이다. 그렇다면,
{\displaystyle U(x^{*})=x^{*}\in A_{n}}
이므로, {\displaystyle T(x^{*})\in A_{n}}이며, 따라서
{\displaystyle T(x^{*})=U(x^{*})=x^{*}}
이다.)

## 역사
스테판 바나흐가 1922년에 처음 서술하였다.

## 같이 보기
- 브라우어르 고정점 정리
- 축약 사상